# Kanszki járás
A Kanszki járás (oroszul: Канский район) Oroszország egyik járása a Krasznojarszki határterületen. Székhelye Kanszk.

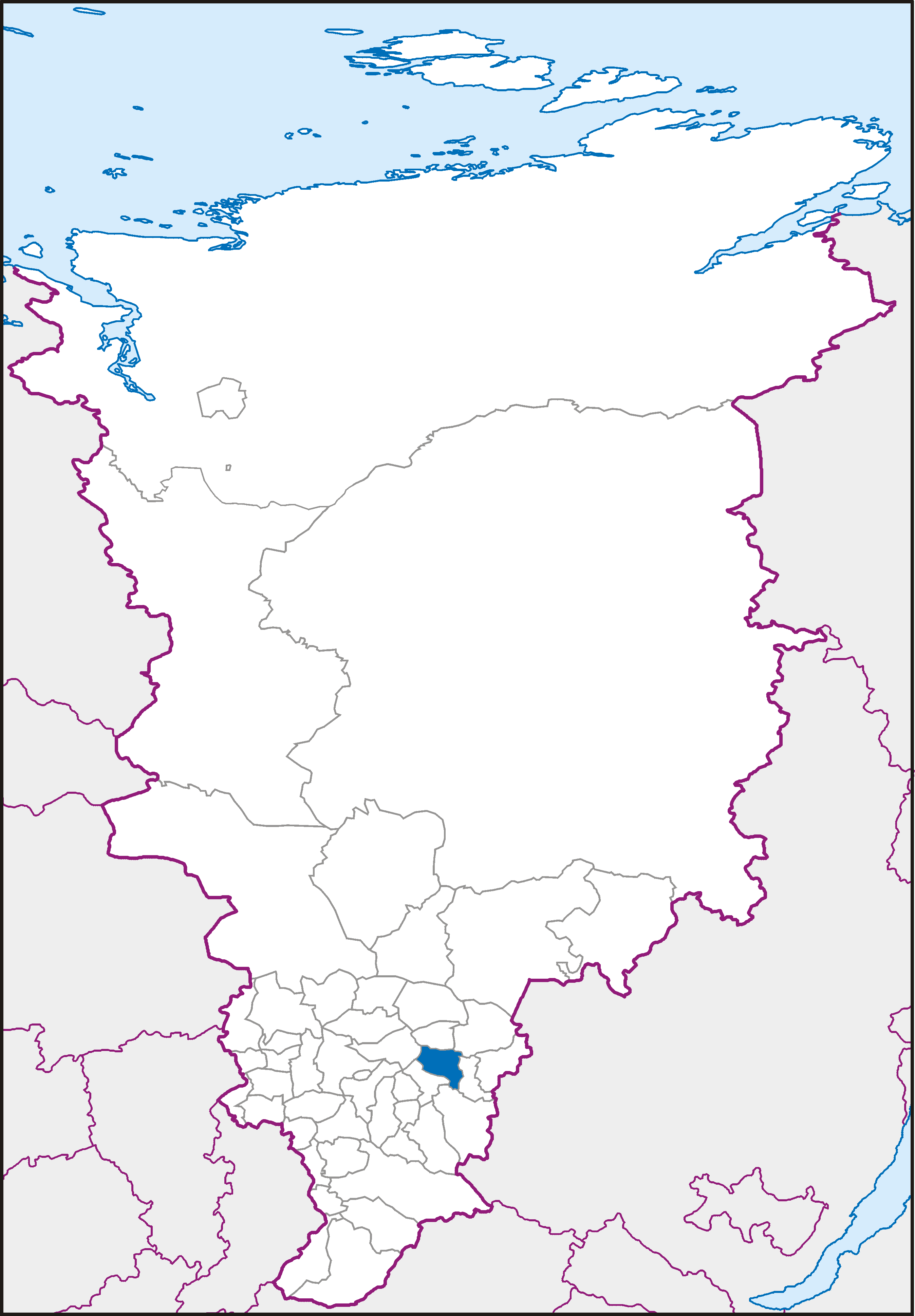
A Kanszki járás a Krasznojarszki határterületen

## Népesség
- 1989-ben 31 177 lakosa volt.
- 2002-ben 28 667 lakosa volt.
- 2010-ben 27 284 lakosa volt.